# كأس الإمبراطور 1999
كأس الإمبراطور 1999 (باليابانية: 第79回天皇杯全日本サッカー選手権大会) هو الموسم 79 من كأس الإمبراطور، فاز فيه ناغويا غرامبوس.